# فریدوم ایر سرویسز
فریدوم ایر سرویسز (به انگلیسی: Freedom Air Services) یک شرکت هواپیمایی است که در ۱۹۹۸ میلادی تأسیس شده‌است. دفتر مرکزی فریدوم ایر سرویسز در کادونا، نیجریه واقع شده‌است و قطب این شرکت هواپیمایی در فرودگاه بین‌المللی مالام آمینو کانو قرار دارد.